# Provinz Soria
Die Provinz Soria ist eine spanische Provinz im Osten der Autonomen Region Kastilien-León. In der Provinz Soria leben nur noch 90.150 Einwohnern (Stand: 2024) auf ca. 10.317 km²; die gesamte Provinz gehört zur bevölkerungsarmen Serranía Celtibérica. Hauptstadt ist die gleichnamige Stadt Soria, in deren Nähe sich die Ruinen der antiken Stadt Numantia befinden.

## Geographie
Die Provinz liegt im nördlichen Teil Zentralspaniens und grenzt im Norden an die Region La Rioja, im Osten an die Provinz Saragossa, im Süden an die Provinz Guadalajara, im Südwesten an die Provinz Segovia und im Nordwesten an die Provinz Burgos.
Soria ist eine gebirgige, mindestens aber hügelige Provinz im Westen des Iberischen Gebirges; höchste Erhebung ist der im Nordosten gelegene 2315 m hohe Pico de Moncayo, aber auch der im Nordwesten gelegene 2228 m hohe Pico de Urbión ist zu erwähnen. Die meisten Ortschaften liegen in Höhen um die 1000 m.
Am Pico de Urbión entspringt der Río Duero, dessen Oberlauf die Provinz durchzieht und der in der Embalse de la Cuerda del Pozo, dem mit Abstand größten Stausee der Region, aufgestaut wird. Die anderen Flüsse der Provinz sind eher wasserarm; einige münden auch in den Ebro.

## Bevölkerung
Die Provinz Soria hat die niedrigste Einwohnerzahl aller 50 Provinzen Spaniens und mit 8,6 Einwohnern pro km² auch die geringste Bevölkerungsdichte. Etwa 40 % der Bewohner leben in der Stadt Soria. Die Provinz hat 183 Gemeinden, wovon etwa die Hälfte weniger als 100 Einwohner und nur 12 mehr als 1.000 Einwohner haben.
Infolge der Mechanisierung der Landwirtschaft sowie der Aufgabe bäuerlicher Kleinbetriebe und des daraus resultierenden geringeren Arbeitskräftebedarfs auf dem Lande ist die Zahl der Einwohner in der industriearmen Region seit der Mitte des 20. Jahrhunderts stark zurückgegangen.

## Verwaltungsgliederung

### Comarcas

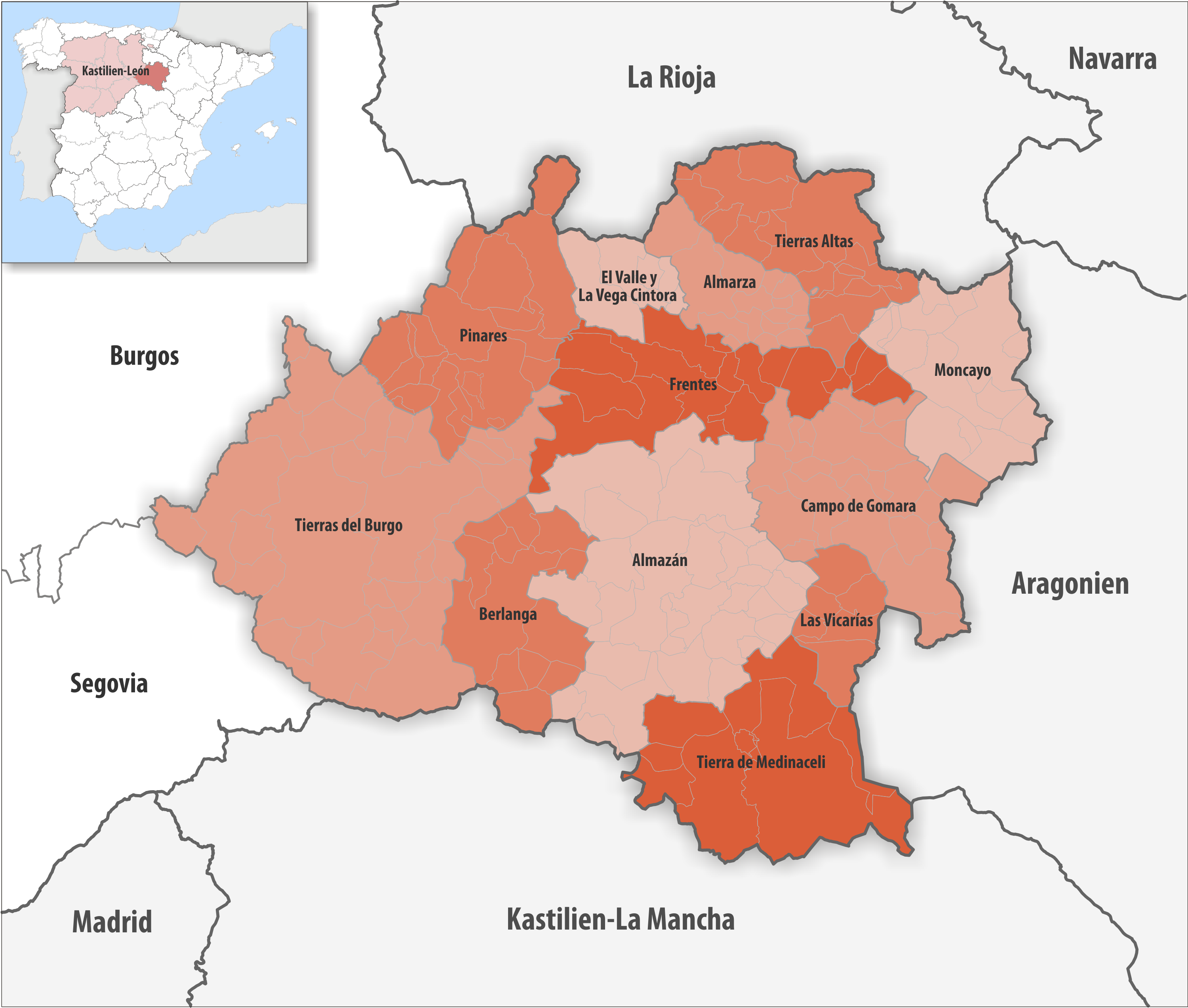
Comarcas in der Provinz Soria

| Comarca                    | Gemeinden | Einwohner (2024) | Fläche km² | Dichte Einw./km² | Hauptort                     |
| -------------------------- | --------- | ---------------- | ---------- | ---------------- | ---------------------------- |
| Almarza                    | 16        | 1.534            | 362,26     | 4                | Almarza                      |
| Almazán                    | 26        | 8.403            | 1.582,14   | 5                | Almazán                      |
| Berlanga                   | 12        | 1.399            | 625,52     | 2                | Berlanga de Duero            |
| Campo de Gomara            | 22        | 1.461            | 908,03     | 2                | Gómara                       |
| Frentes                    | 14⅓       | 45.632           | 854,94     | 53               | Soria                        |
| Moncayo                    | 14⅓       | 7.957            | 670,15     | 12               | Ólvega                       |
| Pinares                    | 17⅓       | 7.642            | 903,04     | 8                | San Leonardo de Yagüe        |
| Tierras Altas              | 14        | 1.308            | 695,88     | 2                | San Pedro Manrique           |
| Tierras del Burgo          | 29        | 10.852           | 2.172,77   | 5                | Burgo de Osma-Ciudad de Osma |
| Tierra de Medinaceli       | 7         | 2.756            | 1.022,43   | 3                | Arcos de Jalón               |
| El Valle y La Vega Cintora | 6         | 774              | 246,76     | 3                | El Royo                      |
| Las Vicarías               | 5         | 432              | 263,53     | 2                | Monteagudo de las Vicarías   |
| Provinz Soria              | 183       | 90.150           | 10.307,45  | 9                | Soria                        |

## Gerichtsbezirke

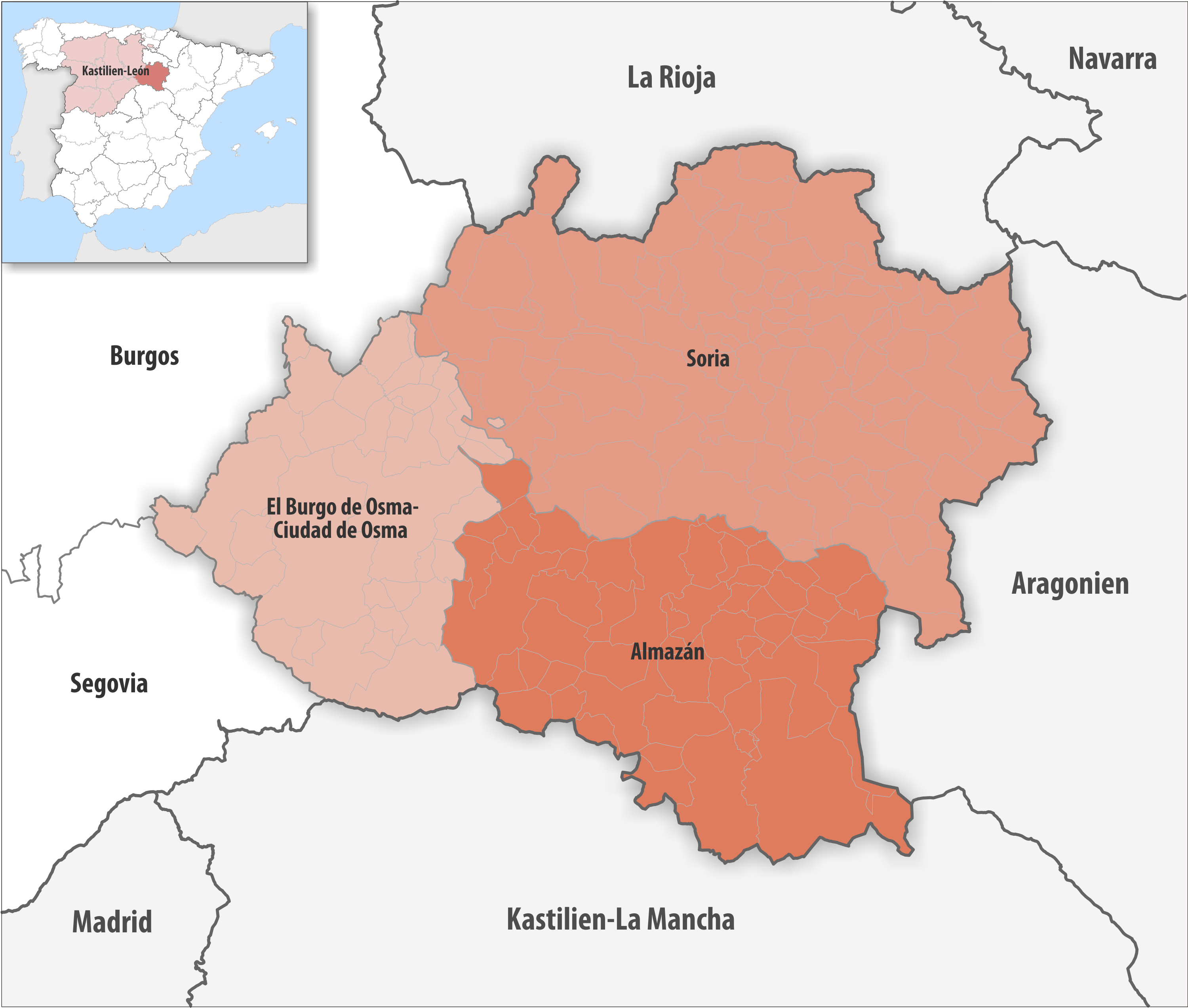
Gerichtsbezirke in der Provinz Soria

| Gerichtsbezirk                  | Gemeinden | Einwohner (2024) | Fläche km² | Dichte Einw./km² | Hauptquartier                   |
| ------------------------------- | --------- | ---------------- | ---------- | ---------------- | ------------------------------- |
| Almazán                         | 47        | 11.538           | 3.061,21   | 4                | Almazán                         |
| El Burgo de Osma-Ciudad de Osma | 34        | 13.055           | 2.267,71   | 6                | El Burgo de Osma-Ciudad de Osma |
| Soria                           | 102       | 65.557           | 4.978,53   | 13               | Soria                           |
| Provinz Soria                   | 183       | 90.150           | 10.307,45  | 9                | Soria                           |

## Größte Gemeinde
Stand: 2024
| Gemeinde | Einwohner |
| -------- | --------- |
| Soria    | 40.750    |

Kleinste Gemeinden sind La Riba de Escalote, Valdeprado und Villanueva de Gormaz mit je 8 Einwohnern.

## Wirtschaft
Soria verfügt über wenig Industrie und lebt vorwiegend von der Landwirtschaft (insbesondere Schafzucht) und der Forstwirtschaft.